# Kantonisierung
Kantonisierung bzw. Kantonalisierung bezeichnet die Aufteilung eines Staates in mehr oder weniger selbständige Regionen – zumeist nach dem Vorbild der Schweizer Kantone. Sie geht einher mit der Übertragung gesamtstaatlicher Kompetenzen in die Verantwortung der Regionen bzw. Kantone. Im positiven Sinne ist damit Dezentralisierung und Föderalisierung bzw. die Umwandlung eines zentralistisch verwalteten Einheitsstaates in eine Föderation oder Konföderation gemeint. Im negativen Sinne bedeutet Kantonalisieren die mehr oder weniger vollständige Auflösung eines Staatswesen und seine faktische Zerschlagung in mehrere derart selbständige Regionen, dass von einem handlungsfähigen Gesamtstaat kaum noch die Rede sein kann. 
Die Aufteilung in Kantone kann ethnischen, religiösen, historisch gewachsenen, geographischen oder demokratischen Gesichtspunkten folgen. Gegebenenfalls sollen so innerstaatliche Gegensätze und Konflikte ausbalanciert und befriedet werden. Zu den ersten historischen  Beispielen gehört vor allem die Kantonalisierung der Ersten Spanischen Republik im 19. Jahrhundert. In jüngerer Vergangenheit ist wiederholt eine Kantonalisierung Bosniens (z. B. Vance-Owen-Plan und der Owen-Stoltenberg-Plan, die in abgeschwächter Form tatsächlich zur Kantonalisierung Bosniens geführt haben), des Kosovo oder des Irak diskutiert worden.